# النا اسموروا
النا اسموروا (روسی: Елена Юрьевна Смурова؛ زادهٔ january ۱۸, ۱۹۷۴ (۵۱ سال)) ورزشکار واترپلو اهل روسیه است.
وی در مسابقات کشوری و بین‌المللی در مجموع برندهٔ ۲ مدال طلا، ۵ مدال برنز شده‌است.